# 合成可能な半記号
合成可能な半記号（ごうせいかのうなはんきごう、英語: Combining Half Marks）は、Unicodeの159個目のブロック。

## 解説
別の文字と結合するダイアクリティカルマークのうち、複数文字にまたがって付けられるダイアクリティカルマークを分割して入力できるようにしたものが収録されている。

Unicodeのバージョン1.1において初めて追加された。

## 収録文字
| コード                     | 文字 | 文字名（英語）                      | 用例・説明 |
| -------------------------- | ---- | ----------------------------------- | --- |
| 合成可能な半記号           |      |                                     | |
| U+FE20                     | ︠     | COMBINING LIGATURE LEFT HALF        | 2文字にまたがって付けられる合字のタイ記号。U+0361 ͡ combining double inverted breveと機能的には同じである。 |
| U+FE21                     | ︡     | COMBINING LIGATURE RIGHT HALF       | 2文字にまたがって付けられる合字のタイ記号。U+0361 ͡ combining double inverted breveと機能的には同じである。 |
| U+FE22                     | ︢     | COMBINING DOUBLE TILDE LEFT HALF    | 2文字にまたがって付けられる合字のチルダ記号。U+0360 ͠ combining double tildeと機能的には同じである。 |
| U+FE23                     | ︣     | COMBINING DOUBLE TILDE RIGHT HALF   | 2文字にまたがって付けられる合字のチルダ記号。U+0360 ͠ combining double tildeと機能的には同じである。 |
| コプト文字用の連続マクロン |      |                                     | |
| U+FE24                     | ︤     | COMBINING MACRON LEFT HALF          | これらは、一連のコプト文字の文字列にわたって付けられる連続したマクロン記号を表すために組み合わせて用いられる。 U+FE26は上述した合字用タイ記号やチルダの延長にも用いられる。                                                        |
| U+FE25                     | ︥     | COMBINING MACRON RIGHT HALF         | これらは、一連のコプト文字の文字列にわたって付けられる連続したマクロン記号を表すために組み合わせて用いられる。 U+FE26は上述した合字用タイ記号やチルダの延長にも用いられる。                                                        |
| U+FE26                     | ︦     | COMBINING CONJOINING MACRON         | これらは、一連のコプト文字の文字列にわたって付けられる連続したマクロン記号を表すために組み合わせて用いられる。 U+FE26は上述した合字用タイ記号やチルダの延長にも用いられる。                                                        |
| 合成可能な下付きの半記号   |      |                                     | |
| U+FE27                     | ︧     | COMBINING LIGATURE LEFT HALF BELOW  | 2文字にまたがって付けられる下付きの合字のタイ記号。U+035C ͜ combining double breve belowと機能的には同じである。 |
| U+FE28                     | ︨     | COMBINING LIGATURE RIGHT HALF BELOW | 2文字にまたがって付けられる下付きの合字のタイ記号。U+035C ͜ combining double breve belowと機能的には同じである。 |
| U+FE29                     | ︩     | COMBINING TILDE LEFT HALF BELOW     | 2文字にまたがって付けられる下付きのチルダ記号。 |
| U+FE2A                     | ︪     | COMBINING TILDE RIGHT HALF BELOW    | 2文字にまたがって付けられる下付きのチルダ記号。 |
| U+FE2B                     | ︫     | COMBINING MACRON LEFT HALF BELOW    | 複数文字にまたがって付けられる下付きのマクロン記号。2文字に付けられる場合、U+035F ͟ combining double macron belowと機能的には同じである。 U+FE2Dは上述した下付きの合字用タイ記号やチルダの延長にも用いられる。                      |
| U+FE2C                     | ︬     | COMBINING MACRON RIGHT HALF BELOW   | 複数文字にまたがって付けられる下付きのマクロン記号。2文字に付けられる場合、U+035F ͟ combining double macron belowと機能的には同じである。 U+FE2Dは上述した下付きの合字用タイ記号やチルダの延長にも用いられる。                      |
| U+FE2D                     | ︭     | COMBINING CONJOINING MACRON BELOW   | 複数文字にまたがって付けられる下付きのマクロン記号。2文字に付けられる場合、U+035F ͟ combining double macron belowと機能的には同じである。 U+FE2Dは上述した下付きの合字用タイ記号やチルダの延長にも用いられる。                      |
| 合成可能な半記号           |      |                                     | |
| U+FE2E                     | ︮     | COMBINING CYRILLIC TITLO LEFT HALF  | 複数文字にまたがって付けられるティトロ記号。 これらはキリル文字などで書かれた教会スラヴ語のテキストにおいて上に引かれる線に用いられる。 3文字以上にまたがって付けられる場合はU+FE26 ︦ COMBINING CONJOINING MACRONを用いて延長する。 |
| U+FE2F                     | ︯     | COMBINING CYRILLIC TITLO RIGHT HALF | 複数文字にまたがって付けられるティトロ記号。 これらはキリル文字などで書かれた教会スラヴ語のテキストにおいて上に引かれる線に用いられる。 3文字以上にまたがって付けられる場合はU+FE26 ︦ COMBINING CONJOINING MACRONを用いて延長する。 |

## 小分類
このブロックの小分類は「合成可能な半記号」（Combining half marks）、「コプト文字用の連続マクロン」（Continuous macrons for Coptic）、「合成可能な下付きの半記号」（Combining half marks below）、の3つとなっている。本ブロックでは、Unicodeのバージョン更新時の文字追加が隙間を埋める形で行われた影響で、同一の小分類に属する文字が飛び飛びの符号位置に割り当てられていることがある。

### 合成可能な半記号（Combining half marks）
この小分類には複数文字にまたがって付けられるダイアクリティカルマークが収録されている。

### コプト文字用の連続マクロン（Continuous macrons for Coptic）
この小分類にはコプト文字で用いられる、複数文字にまたがって付けられるマクロン記号のための文字が収録されている。

### 合成可能な下付きの半記号（Combining half marks below）
この小分類には下に付けられる、複数文字にまたがって付けられるダイアクリティカルマークが収録されている。
これらは、2 文字を超える文字の下に広がる合字用のタイ記号、チルダ、またはマクロンを表すために組み合わせて用いられる。

## 文字コード
| 合成可能な半記号(Combining Half Marks)[1] Official Unicode Consortium code chart (PDF) |   |   |   |   |   |   |   |   |   |   |   |   |   |   |   |   |
|                                                                                        | 0 | 1 | 2 | 3 | 4 | 5 | 6 | 7 | 8 | 9 | A | B | C | D | E | F |
| U+FE2x                                                                                 | ︠  | ︡  | ︢  | ︣  | ︤  | ︥  | ︦  | ︧  | ︨  | ︩  | ︪  | ︫  | ︬  | ︭  | ︮  | ︯  |
| 注釈 1.^バージョン16.0時点                                                             |   |   |   |   |   |   |   |   |   |   |   |   |   |   |   |   |

## 履歴
以下の表に挙げられているUnicode関連のドキュメントには、このブロックの特定の文字を定義する目的とプロセスが記録されている。
| バージョン | コードポイント | 文字数 | L2 ID     | ドキュメント |
| ---------- | -------------- | ------ | --------- | --- |
| 1.1        | U+FE20..FE23   | 4      |           | |
| 5.1        | U+FE24..FE26   | 3      | L2/07-085 | Michael Everson (12 May 2007), Proposal to add additional characters for Coptic and Latin (revised ; WG2 N3222R) (英語) |
| 7.0        | U+FE27..FE2D   | 7      | L2/11-224 | German NB (2 June 2011), Proposal to enable the use of Combining Triple Diacritics in Plain Text (WG2 N4078) (英語)     |
| 8.0        | U+FE2E..FE2F   | 2      | L2/13-139 | Aleksandr Andreev (8 July 2013), Proposal to Encode Combining Half Marks Used for Cyrillic Supralineation (英語)        |
| 1.         |                |        |           | |